# Malmö Isstadion
Le Malmö Isstadion est une salle omnisports située à Malmö en Suède.

## Configuration
La capacité de l'aréna est de 5 800 places.

## Événements
- Concours Eurovision de la chanson 1992
- Championnats d'Europe de patinage artistique 2003
- Championnat du monde junior de hockey sur glace 2014
- Championnat du monde de hockey sur glace féminin 2015

## Équipes résidentes
L'équipe de hockey sur glace d'IK Pantern, qui évolue en Allvenskan, le deuxième échelon suédois, joue ses matches dans cette patinoire.
C'était l'antre des Malmö Redhawks entre 1968 et 2008.